# Catherine Ndereba
Catherine Ndereba (Nairobi, 31 juli 1972) is een Keniaanse langeafstandloopster, die is gespecialiseerd in de marathon. In de periode tussen 2000 en 2007 schreef ze verschillende grote internationale marathons op haar naam.

## Loopbaan
Ndereba bracht als eerste vrouw het wereldrecord op deze afstand onder de 2 uur en 19 minuten. De tijd van 2:18.47 liep ze in 2001 op de Chicago Marathon. Sindsdien is haar wereldrecord alweer aanzienlijk scherper gesteld en is zij met haar beste tijd afgezakt naar de 24-ste plaats op de lijst van snelste vrouwen aller tijden (peildatum augustus 2022).
In 1995 liep Ndereba haar persoonlijk record van 31.35 op de 10 km en vertegenwoordigde ze Kenia op de vrouwenestafette in Seoel. In 1996 won ze voor de eerste maal de Utica Boilermaker; deze wedstrijd zou ze in totaal viermaal winnen (andere keren waren 1999, 2000, 2001).
In 1999 liep ze 's werelds snelste tijden op de 5 km (15.09), 12 km (38.37), 15 km (48.52) en 10 Engelse mijl (53.07). Ook maakte ze dit jaar haar marathondebuut in Boston en eindigde zij hier als zesde met een tijd van 2:28.27. Verder haalde ze een zilveren medaille op het wereldkampioenschap halve marathon.
Een jaar later won Ndereba de marathon van Chicago en de Boston Marathon. Deze laatste wedstrijd zou ze ook in 2001, 2004 en 2005 winnen. In 2003 won ze het wereldkampioenschap marathon en de halve marathon van Sapporo. Verder werd ze tweede op de Londen Marathon. Op de Olympische Spelen van Athene in 2004 behaalde ze een zilveren medaille.
In 2004 en 2005 werd Ndereba geselecteerd voor de verkiezing van de Keniaanse sportvrouw van het jaar. In 2005 won ze ook zilver op het wereldkampioenschap marathon.
Op 29 januari 2006 won Ndereba de marathon van Osaka in een tijd van 2:25.05 en in datzelfde jaar werd ze derde op de New York City Marathon. Op het WK in Osaka in 2007 heroverde ze de wereldtitel op de marathon.
Op de Olympische Zomerspelen van Peking in 2008 behaalde ze evenals bij de editie van 2004 een zilveren medaille.
Ndereba woont in Nyeri in Kenia.

## Titels
- Wereldkampioene marathon - 2003, 2007
- Keniaans kampioene 10.000 m - 2005

## Persoonlijke records
Baan
| Onderdeel | Prestatie | Datum       | Plaats |
| --------- | --------- | ----------- | ------ |
| 5000 m    | 15.27,84  | 13 mei 2000 | Osaka  |
| 10.000 m  | 32.17,58  | 7 mei 2000  | Mito   |

Weg
| Onderdeel      | Prestatie       | Datum             | Plaats        |
| -------------- | --------------- | ----------------- | ------------- |
| 5 km           | 15.09           | 11 september 1999 | Clarksville   |
| 8 km           | 25.42           | 17 juli 1999      | Kingsport     |
| 10 km          | 31.02           | 14 oktober 2001   | Boedapest     |
| 12 km          | 38.37           | 16 mei 1999       | San Francisco |
| 15 km          | 48.06           | 8 juli 2001       | Utica         |
| 10 Eng. mijl   | 52.09           | 24 augustus 2002  | Flint         |
| 20 km          | 1:04.56         | 6 juli 2003       | Sapporo       |
| halve marathon | 1:07.54         | 24 maart 2001     | Den Haag      |
| 25 km          | 1:22.50         | 14 augustus 2005  | Helsinki      |
| 30 km          | 1:39.21         | 13 oktober 2002   | Chicago       |
| marathon       | 2:18.47 (ex-WR) | 7 oktober 2001    | Chicago       |

## Palmares

### 5000 m
- 1998: 5e Keniaanse kamp. in Nairobi - 16.23,96

### 10.000 m
- 1996:  Keniaanse olympische Trials in Nairobi - 33.23,7
- 2001: 4e Keniaanse kamp. in Nairobi - 33.33,7
- 2002:  Keniaanse kamp. in Nairobi - 32.50,2
- 2003:  Keniaanse kamp. in Nairobi - 32.58,1
- 2004:  Keniaanse kamp. in Nairobi - 32.52,8
- 2005:  Keniaanse kamp. in Nairobi - 33.22,27
- 2006: 4e Keniaanse kamp. in Nairobi - 32.29,8
- 2008:  Keniaanse kamp. in Nairobi - 33.29,6

### 5 km
- 1995:  US Healthcare Corporate Classic in Hartford - 15.57
- 1995:  Run by the River in Clarksville - 15.21
- 1996:  US Healthcare in Hartford - 15.27
- 1996:  Run by the River in Clarksville - 15.14
- 1998:  Run by the River in Clarksville - 15.07
- 1998:  Harvard Pilgrim in Providence - 15.15
- 1999:  Gateway Health System Run by the River in Clarksville - 15.09
- 2001:  Vytra Women's Long Island in Farmingdale - 15.35
- 2002:  Vytra Women's Long Island in Farmingdale - 15.53
- 2003: 5e Flora Light Challenge for Women in Londen - 15.36

### 10 km
- 1995:  Orange Classic in Middletown - 33.33
- 1995:  Mountain State Classic in Parkersburg - 34.03
- 1995:  George Sheehan Memorial in Red Bank - 33.09
- 1995:  Richard S Caliguiri City of Pittsburgh Great Race - 31.35
- 1996:  Azalea Trail Run in Mobile - 32.46
- 1996:  Cooper River Bridge Run in Charleston - 31.48
- 1996:  Crescent City Classic in New Orleans - 32.26
- 1996:  Sallie Mae in Washington - 32.05
- 1996:  98Q City Center Road Race in Danbury - 32.04
- 1996:  George Sheehan Classic in Red Bank - 32.21
- 1996:  US 10K Classic in Atlanta - 33.02
- 1996:  R S Caliguiri City of Pittsburgh Great Race - 32.00
- 1998:  Beach to Beacon in Cape Elizabeth - 32.15
- 1998:  Tim Kerr in Avalon - 32.57
- 1998:  US Classic in Atlanta - 33.06
- 1998:  Tufts in Boston - 32.00
- 1998:  San Antonio Express-News Alamo - 31.51
- 1999:  Peachtree Road Race in Atlanta - 31.43
- 1999:  Greater Clarksburg - 33.31
- 1999:  Peoples Heritage Beach to Beacon in Cape Elizabeth - 32.05
- 1999:  US Classic in Marietta - 34.52
- 1999:  Richard S. Caliguiri City of Pittsburgh Great Race - 32.11
- 2000:  Cooper River Bridge Run in Charleston - 31.42
- 2000:  New York Mini Marathon - 32.22
- 2000: 4e Peachtree Road Race in Atlanta - 31.41
- 2000:  Peoples Heritage Beach to Beacon in Cape Elizabeth - 32.19
- 2000:  US Classic in Atlanta - 34.21
- 2000:  Tufts in Boston - 32.46
- 2001: 5e World's Best in San Juan - 32.30
- 2001:  Cooper River Bridge Run in Charleston - 32.33
- 2001:  Greater Clarksburg - 33.15
- 2001:  Peoples Beach to Beacon in Cape Elizabeth - 31.34
- 2001:  Unity Weekend Races in Philadelphia - 33.33
- 2001:  US Classic in Atlanta - 33.34
- 2001:  Avon Running Global Women's Championship in Boedapest - 31.02
- 2002:  Cooper River Bridge Run in Charleston - 31.53
- 2002:  Golden Jubilee in Londen - 32.12
- 2002:  Peoples Beach to Beacon in Cape Elizabeth - 32.06,6
- 2002:  US Classic in Atlanta - 34.03
- 2003: 5e New York Mini - 32.29
- 2003:  Beach to Beacon in Cape Elizabeth - 31.52,5
- 2003:  Cable & Wireless in Bridgetown - 34.26
- 2004: 5e Peoples Beach to Beacon in Cape Elizabeth - 32.31,0
- 2004:  San Silvestro Vallecana in Madrid - 33.19
- 2005:  US Classic in Atlanta - 33.39
- 2006:  Rye by the Sea - 38.43
- 2007:  MDS Nordion in Ottawa - 33.01,2
- 2007:  Asics British London Run in Londen - 33.11
- 2008:  Riker Danzig Newport in Jersey City - 32.44
- 2008:  Asics British London Run in Londen - 33.33
- 2009: 4e New York Mini - 33.21
- 2009:  Asics British London Run in Londen - 33.54
- 2011: 5e Cooper River Bridge Run in Charleston - 34.34

### 12 km
- 1999:  Bay to Breakers in San Francisco (12 km) - 38.37

### 15 km
- 1996:  Utica Boilermaker - 48.55
- 1998:  Tulsa Run - 48.55
- 1999:  Utica Boilermaker - 48.52
- 2000:  Utica Boilermaker - 48.47
- 2001:  Utica Boilermaker - 48.06
- 2008:  Utica Boilermaker - 50.40
- 2008:  HBA Great Australian Run in Melbourne - 50.43

### 10 Eng. mijl
- 1996:  Trevira Twosome - 53.28
- 1996:  Crim Road Race - 52.50
- 1998:  Crim - 53.33
- 1998:  South Trust Running Festival - 52.25
- 1999:  Broad Street Run - 53.07
- 1999:  Crim - 54.21
- 1999:  SouthTrust Florida Running Festival - 54.52
- 2000:  Crim - 53.01
- 2000:  Virginia - 55.03
- 2001:  Crim - 52.36
- 2002:  Crim Road Race - 52.09
- 2004:  Credit Union Cherry Blossom - 53.00
- 2008: 4e Credit Union Cherry Blossom - 54.52
- 2009: 5e Credit Union Cherry Blossom - 54.27
- 2009: 5e Bupa Great South Run - 55.28
- 2010: 5e Crim Festival of Races - 56.05
- 2011:  Crim - 55.19
- 2012: 5e Crim - 55.23

### 20 km
- 1999:  Big Boy Classic in Wheeling - 1:09.37

### halve marathon
- 1996:  halve marathon van Philadelphia - 1:10.40
- 1998:  halve marathon van Philadelphia - 1:09.46
- 1999:  halve marathon van Philadelphia - 1:10.31
- 1999:  WK in Palermo - 1:09.23
- 2000:  halve marathon van Como - 1:09.02
- 2000:  halve marathon van Philadelphia - 1:10.01
- 2001:  City-Pier-City Loop - 1:07.54
- 2001:  halve marathon van Philadelphia - 1:08.30
- 2002:  halve marathon van Kyoto - 1:08.48
- 2002:  halve marathon van Sapporo - 1:08.57
- 2002:  halve marathon van Philadelphia - 1:09.20
- 2003:  halve marathon van Lewa - 1:21.01
- 2003:  halve marathon van Sapporo - 1:08.23
- 2004: 5e halve marathon van Sapporo - 1:10.52
- 2004:  halve marathon van Kobe - 1:12.10
- 2005:  halve marathon van Sapporo - 1:09.24
- 2005:  halve marathon van Okayama - 1:11.13
- 2006:  halve marathon van Sendai - 1:12.00
- 2006:  halve marathon van Lewa - 1:17.52
- 2006:  halve marathon van Bogotá - 1:12.55,5
- 2006:  halve marathon van New York - 1:09.42,3
- 2007:  halve marathon van Lewa - 1:12.11
- 2007:  halve marathon van New York - 1:10.33
- 2008:  halve marathon van Montreal - 1:13.10,3
- 2008:  halve marathon van New York - 1:10.19
- 2008:  halve marathon van Philadelphia - 1:10.31
- 2009:  City-Pier-City Loop - 1:11.35
- 2009: 5e halve marathon van Bogotá - 1:16.01
- 2009:  halve marathon van New York - 1:11.56
- 2009:  halve marathon van Philadelphia - 1:09.43
- 2010:  halve marathon van Potomac - 1:13.17
- 2011:  halve marathon van Gifu - 1:14.36
- 2011:  halve marathon van Zhuhai - 1:11.59
- 2012:  halve marathon van Schoorl - 1:17.59
- 2012:  halve marathon van Gifu - 1:13.04

### marathon
- 1999: 6e Boston Marathon - 2:28.26
- 1999:  New York City Marathon - 2:27.34
- 2000:  Boston Marathon - 2:21.33
- 2000:  Chicago Marathon - 2:21.33
- 2001:  Boston Marathon - 2:23.53
- 2001:  Chicago Marathon - 2:18.47
- 2002:  Boston Marathon - 2:21.12
- 2002:  Chicago Marathon - 2:19.26
- 2003:  Londen Marathon - 2:19.55
- 2003:  WK - 2:26.32
- 2003:  New York City Marathon - 2:23.04
- 2004:  Boston Marathon - 2:24.27
- 2004:  28e OS - 2:23.55
- 2005:  Boston Marathon - 2:25.13
- 2005:  WK - 2:22.01
- 2006:  marathon van Osaka - 2:25.05
- 2006:  New York City Marathon - 2:26.58
- 2007:  WK in Osaka - 2:30.37
- 2007: 5e New York City Marathon - 2:29.08
- 2008:  OS - 2:27.06
- 2008: 5e New York City Marathon - 2:29.14
- 2009: 7e Marathon van Londen - 2:26.22
- 2009:  Marathon van Yokohama - 2:29.13
- 2011:  marathon van Peking - 2:30.14
- 2012: 22e marathon van Nagoya - 2:35.08
- 2015: 7e marathon van Nagano - 2:50.52

1983 Grete Waitz ·
1987 Rosa Mota ·
1991 Wanda Panfil ·
1993 Junko Asari ·
1995 Manuela Machado ·
1997 Hiromi Suzuki ·
1999 Jong Song-ok ·
2001 Lidia Şimon ·
2003 Catherine Ndereba ·
2005 Paula Radcliffe ·
2007 Catherine Ndereba ·
2009 Bai Xue ·
2011 Edna Kiplagat ·
2013 Edna Kiplagat ·
2015 Mare Dibaba ·
2017 Rose Chelimo ·
2019 Ruth Chepngetich ·
2022 Gotytom Gebreslase ·
2023 Amane Beriso Shankule
- World Athletics: 14289341
- Nederlandse Thesaurus van Auteursnamen: 323401627
- Virtual International Authority File: 280478908
- WorldCat: E39PBJtxcPVfWtWXq6KPvHkMT3